# Christian Sgrothen

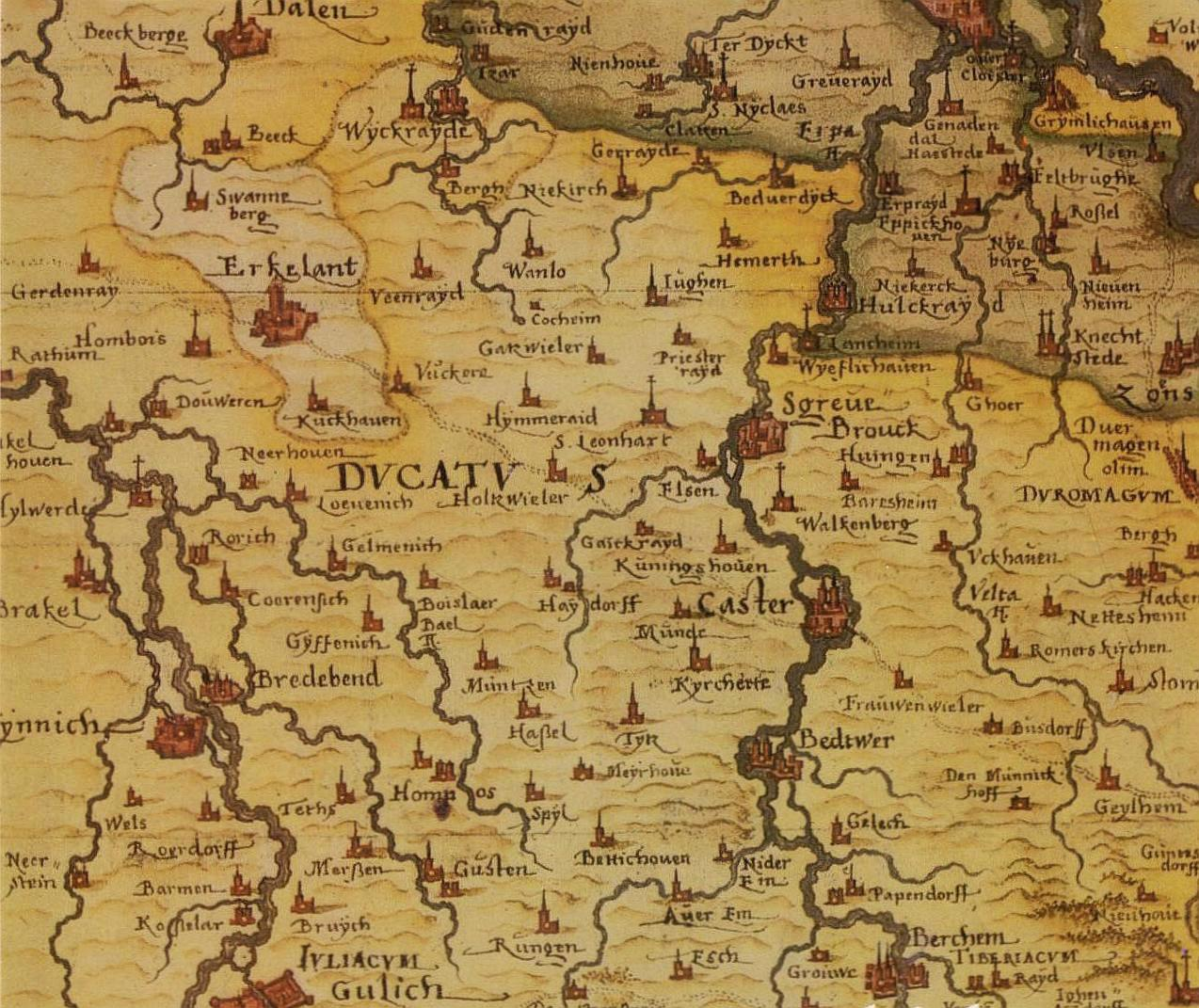
Herzogtum Jülich; Ausschnitt aus Sgrothens Atlas von 1557. Ortschaften unter anderem: Dalen, Hülchrath, Jülich, Linnich, Erkelenz, Zons, Dormagen, Bergheim

Christian Sgrothen  (auch Scrooten, s’Grootens, ’s Grootens, Grooten, Schrot * um 1525 in Sonsbeck; † 13. Mai 1603 in Kalkar) gilt als bedeutender Kartograf des 16. Jahrhunderts, vergleichbar mit Gerhard Mercator.

## Leben
Christian Sgrothen wurde in Sonsbeck als Sohn des vermutlich in Brabant geborenen Notars und Stadtschreibers Peter Sgrothen geboren. Er arbeitete als Maler und Kartograf in Kalkar am Niederrhein, wo er 1548 das Bürgerrecht erwarb und 1553 ein Haus am Markt kaufte. Er heiratete dort die Gastwirtstochter Agnes van Bedber. Zwei Kinder sind aus dieser Ehe bekannt. Um 1555 begann Sgrothen mit der ersten Kartierung des niederrheinischen Raumes.
Seit dem 2. Dezember 1557 diente er dem spanischen König Philipp II. als Hofkartograph („Geographus Regiae Maiestatis Hispaniae“). Die Regierung in Brüssel betraute ihn zunächst mit dem Auftrag, die niederländischen Provinzen und die Nachbarregionen zu kartografieren, wozu Sgrothen den ganzen niederdeutschen Raum durchwanderte. Ab 1568 begann Sgrothen mit seinem Hauptwerk, der Kartierung des Heiligen Römischen Reiches, welche in zwei Fassungen in den Jahren 1572/73 und 1592 fertiggestellt, aber nie veröffentlicht wurden. Er starb 1603 in Kalkar und wurde in der Kirche des Dominikanerklosters begraben.

## Werk
Seine Arbeiten stellten die wichtigste Kartierung des Niederrheins im 16. Jahrhundert dar. Sie waren die Grundlage für die Mercatorschen Karten der Region. 1558 erschien in Antwerpen eine Karte des Herzogtums Geldern und der Grafschaft Zutphen. Es folgten 1564 eine Karte des Herzogtums Geldern, 1565 eine Deutschlandkarte und 1570 eine Karte des Heiligen Landes. Zu seinen Werken gehört auch eine Aufnahme der Befestigungsanlagen Amsterdams (1566).
Das Hauptwerk Sgrothens nahm ihn 25 Jahre in Anspruch. Im königlichen Auftrag kartierte er erstmals systematisch das Gebiet des Heiligen Römischen Reiches. Die erste Fassung, der so genannten „Brüsseler Atlas“ von 1572/73 umfasst 38 Karten des mitteleuropäischen Raumes im Format 66 × 64 cm, während die zweite Fassung von 1592, der so genannte „Madrider Atlas“, 33 Karten Europas sowie mehrere Welt- und Orientkarten im Format 83 × 64 cm enthält. Sie umfassen den Raum zwischen Dänemark und der Adria sowie zwischen Flandern und Polen. Ihr Schwerpunkt liegt auf den norddeutschen Ländern. Die Atlanten werden zu den schönsten Kartenwerken der Renaissance gezählt und erhielten ihre Namen nach den heutigen Aufbewahrungsorten.
Einer breiteren Öffentlichkeit wurde Sgrothen erst durch das Forschungsprojekt „Werkedition Christian Sgrooten“ der Mercator-Universität in Duisburg bekannt (ab 1998).
Im Jahre 2007 wurden als Abschluss des Forschungsprojektes der Brüsseler Atlas und der Madrider Atlas vollständig veröffentlicht und von Peter H. Meurer ausführlich kommentiert.